# Leptobarbus
Leptobarbus es un género de peces de la familia Cyprinidae y de la orden Cypriniformes. Es originario de Asia.

## Especies
- Leptobarbus hoevenii (Bleeker, 1851)
- Leptobarbus hosii (Regan, 1906)
- Leptobarbus melanopterus M. C. W. Weber & de Beaufort, 1916
- Leptobarbus melanotaenia Boulenger, 1894
- Leptobarbus rubripinna (Fowler, 1937)

- Datos: Q636859
- Multimedia: Leptobarbus / Q636859
- Especies: Leptobarbus